# Dragon Ball Xenoverse
Dragon Ball XenoVerse (официальное сокращение — Dragon Ball XV) — игра 2015 года, основанная на вселенной Dragon Ball. Была выпущенная в феврале 2015 на Playstation 3, Playstation 4, Xbox 360, Xbox One и на ПК через Steam. XenoVerse первая игра Dragon Ball выпущенная на консолях 8 поколения.

## Игровой процесс
Игра представляет собой трёхмерный файтинг от третьего лица с частично разрушаемым окружением. Бойцы могут свободно перемещаться по большому открытому пространству, летать и плавать, продолжая сражаться. В игре так же присутствуют диалоги, появляющиеся при определённых условиях, например, при получении определённого количества урона. Игроки могут исследовать мир Dragon Ball, а также особый город Токи Токи, вокруг которого развивается сюжет. XenoVerse третья игра с поддержкой сетевой игры и кооперации, первой была Dragon Ball Online и второй была Dragon Ball Z: Ultimate Tenkaichi.
Игрок может создать своего собственного персонажа и улучшать его, распределяя очки навыков и открывая новые характеристики. Некоторые приёмы зависят от расы, например, Супер Саяном могут стать лишь Саяны, в то время как Намекиане, Холодные Демоны (раса Фризы), Маджины и Люди могут использовать лишь простые усиливающие навыки; другие известны всем фанатам серии, например, Камехамеха и Пушка Галик, доступны всем.
Так же присутствуют параллельные задания — короткие миссии, прохождение которых рассказывает некоторые интересные истории (например, в основной сюжетной линии игрок присоединяется к Пикколо и Гоку дабы остановить Радитца, а в параллельных заданиях он же присоединяется к злому Саянину), а также открывают различные предметы и улучшения. Проходить задания не обязательно, но без них персонаж игрока может оказаться недостаточно сильным, что бы пройти дальше по сюжетной линии. После первого прохождения игры, игрок может создать ещё до 7 персонажей, или удалить первого и на его месте создать нового. При этом, проходить игру вновь не придётся — все деньги, вещи, навыки и прогресс, за исключением уровня персонажа, останутся с игроком.
Стоит отметить наличие Драконьего Жемчуга как предмета, падающим случайным образом при выполнении параллельных заданий при определённых условиях. Собрав все 7, игрок может пожелать навыков, денег, персонажей для боёв или параллельных миссий, а также сбросить все характеристики и перераспределить очки навыков. Драконий Жемчуг можно собирать неограниченное количество раз.
В игре присутствует мультиплеер: можно присоединиться к другим игрокам при выполнении параллельного задания, можно сразиться 1 на 1, а можно участвовать в бесконечном бое. Персонажей других игроков можно нанимать как наёмников и использовать в параллельных заданиях, так же, они могут появляться как противники на них.

## Расы
- Маджины — высокая защита, но выносливость восстанавливается медленно. Бонус защиты, когда выносливость на максимуме.
- Сайяне — племя воинов с низким уровнем здоровья, но с сильной атакой. Если здоровья остается немного, сила атаки увеличивается.
- Земляне — сбалансированные параметры для защиты и нападения. Ци восстанавливается автоматически; при максимальном запасе ци сила атаки увеличивается.
- Намекианы — слабая атака но уровень здоровья высок и выносливость восстанавливается быстро.
- Безымянная Раса Фризы — высокая скорость, но слабая атака. Может парализовать противников взрывом ци. Бонусная скорость при низком здоровье.

## Сюжет
В отличие от других игр, «XenoVerse» не рассказывает оригинальную историю вновь: об оригинальной истории игроку лишь напоминают некоторыми фрагментами, игра же преподносит абсолютно новый сюжет. Нам повествуют о городе Токи Токи, построенном вокруг Хранилища Времени, где Транкс из параллельной вселенной и другие Патрульные Времени следят за целостностью временной линии. Транкс использует Драконий Жемчуг и просит у Шенрона сильного союзника, коим и является игрок. Нам предстоит расследовать вмешательство во временную линию неизвестными существами, мотивы которых непонятны. Они усиливают старых врагов и меняют ключевые моменты истории, например, во время битвы Пикколо и Гоку с Радитцом, последнему удаётся вырваться из захвата Сон Гоку и убить обоих. Игрок должен исправить это и проследить за тем, что бы подобное не повторялось вновь.
Позднее игрок узнаёт о неких Мире и Тове, существах, цель которых освободить Бога Демонов Демигру из заточения в Разломе Времени, где его заточила Повелительница Времени Кай 75 миллионов лет назад. Игроку удаётся победить Миру, андроида, созданного Товой, но энергии, собранной ими, достаточно, что бы Демигра мог использовать часть своей магии. Ему удаётся спровоцировать битву своей иллюзии с игроком и Бирусом, богом Разрушения, но, поскольку эта битва не существовала, искажения оказываются достаточно сильными, чтобы он освободился. Бирус хочет сам сразиться с Демигрой, но Повелительница времени, зная его любовь к разрушением, отказывается. В итоге, игрок сражается с Демигрой. После победы над ним, он прилетает в Хранилище Времени, где грозиться уничтожить всё, что бы на пустоте времени создать свой мир. Гоку, пришедший на помощь, и Игрок пытаются остановить его, но Демигра отбрасывает обоих. В последнюю секунду игрок видит свиток, подобный тем, с помощью которых путешествовал до этого. Он попадает в пустоту, где находит ещё один свиток. Посмотрев в него, он видит себя несколько мгновений назад, и, воспользовавшись им, мешает Демигре разрушить хранилище, вынудив его отступить к измерению между мирами. Игрок следует за ним, а позже к нему присоединяется Гоку, с которым они побеждают Демигру в его Финальной форме, и приносят мир в город Токи Токи, но Това обещает что это ещё не конец.

## Загружаемый контент
К игре было анонсировано 3 DLC — 2 по сериалу Dragon Ball GT, включающие новые миссии, персонажей, одежду и прочее. Так же, анонсировано третье DLC, включающее Золотого Фризу из фильма «Ressurection „F“», и Джако, Галактического Патрульного.

## Отзывы, награды и продажи
| Сводный рейтинг | Сводный рейтинг | Сводный рейтинг |
| Издание         | Оценка          | Оценка          |
| Издание         | PS4             | Xbox One        |
| --------------- | --------------- | --------------- |
| GameRankings    | 70,26 %         | 66,87 %         |
| Metacritic      | 69/100          | 67/100          |

Игра получила смешанные отзывы. На сайте-агрегаторе Metacritic средняя оценка игры составляет 69 из 100 на основе 50 обзоров для платформы PS4 и 67 из 100 на основе 18 обзоров для платформы Xbox One.
Летом 2018 года, благодаря уязвимости в защите Steam Web API, стало известно, что точное количество пользователей сервиса Steam, которые играли в игру хотя бы один раз, составляет 824 682 человека.